# Diconospelta
Diconospelta is een geslacht van hooiwagens uit de familie Gonyleptidae.
De wetenschappelijke naam Diconospelta is voor het eerst geldig gepubliceerd door Canals in 1934. 

## Soorten
Diconospelta omvat de volgende 2 soorten:
- Diconospelta gallardoi
- Diconospelta vazferreirae